# Diego de Espés
Diego de Espés (Arándiga, primer tercio del siglo XVI-ibídem, 1602) fue un historiador y biógrafo español, que estudió filosofía y fue un erudito versado en la historia antigua de Aragón.

## Biografía
Se desconoce su fecha de nacimiento, que suele situarse entre 1520 y 1533.
Se licenció en filosofía por la Universidad de Zaragoza en 1543. Trabajó como cronista de El Pilar desde el 16 de diciembre de 1562 hasta el 25 de marzo de 1583, recibiendo beneficios en ese período y desempeñado la labor de archivero entre el 9 de febrero de 1578 y 1583, año en que entró a trabajar a La Seo, siendo archivero de la misma hasta el 14 de febrero de 1587, secretario desde esa fecha hasta el 17 de agosto de 1590 y racionero de la misma desde 1590 hasta su muerte.
Murió en 1602, teniendo aproximadamente ochenta o setenta años de edad. De acuerdo a su testamento fue enterrado junto al también cronista aragonés Jerónimo de Blancas, en el interior de la Iglesia basílica de Santa Engracia, en Zaragoza, su ciudad natal.

## Obra
Diego de Espés compuso entre 1575 y 1578 su Historia eclesiástica de la Ciudad de Zaragoza desde la venida de J.C. Señor y Redentor nuestro, hasta el año 1575. De ella se guardan copias en La Seo y en El Pilar. Juan Francisco Andrés de Uztarroz creó en 1637 el compendio de la obra, conocido como Historia eclesiástica de Zaragoza del Maestro Espés abreviada por el doctor Juan Francisco Andrés de Uztarroz y otro compendio muy conocido de la obra es el Resumen de la historia eclesiástica de Zaragoza del Maestro Espés, de autor desconocido. Ambos se guardan en la biblioteca de El Pilar. En 1786, el deán Juan Antonio Hernández Pérez de Larrea escribió su Estracto de la Historia eclesiástica y secular del Maestro Espés. Félix de Latassa también dedicó una obra a Espés, el Resumen en las Memorias literarias de Aragón, cuyo ejemplar manuscrito se conserva en la biblioteca pública de Huesca.
Otras obras conocidas de este autor es Mayor en que se tratan asuntos referentes a la administración de la iglesia de La Seo, lugar donde se conserva y Tratado de la Santa Iglesia Metropolitana del Salvador de Zaragoza. Han sido atribuidas a Diego de Espés varias cartas y manuales instructivos, sin nunca poder comprobarse dichas afirmaciones.